# Chaerilus anneae
Espèce
Chaerilus anneae est une espèce de scorpions de la famille des Chaerilidae.

## Distribution
Cette espèce est endémique de la province de Bình Thuận au Viêt Nam. Elle se rencontre vers Ta Kou.

## Description
La femelle holotype mesure 18,2 mm.

## Systématique et taxinomie
Cette espèce a été décrite par Lourenço en 2012. Elle est placée en synonymie avec Chaerilus julietteae par Kovařík en 2013. Elle est relevée de synonymie par Lourenço et Ythier en 2024.

## Étymologie
Cette espèce est nommée en l'honneur d'Anne Bedos, du muséum national d'histoire naturelle.

## Publication originale
- Lourenço, 2012 : « More about the genus Chaerilus Simon, 1877 in Vietnam and Cambodia, with descriptions of two new species. » Arthropoda Selecta, p. 21, no 3, p. 235-241 (texte intégral).